# RebellioN
RebellioN（リベリオン）は、日本の男性4人組ロックバンド。2010年結成。

## メンバー
| 名前                           | パート              | 生年月日              |
| ------------------------------ | ------------------- | --------------------- |
| 張ヶ谷健 （はりがや たける）   | ボーカル            | 1996年4月28日（29歳） |
| 山﨑恒輔 （やまざき こうすけ） | ギター ・コーラス   | 1997年2月24日（28歳） |
| 仮谷星汰 （かりや せいた）     | ベース ・コーラス   | 2002年7月30日（23歳） |
| 賀川瑛統 （かがわ あきつな）   | ドラムス ・コーラス | 1996年8月29日（28歳） |

## 来歴

### 中学生時代
- 2010年、同じ中学校に通っていた張ヶ谷健、山﨑恒輔、賀川瑛統とその同級生によって結成される。しばらくメタリカ、ディープ・パープル、クイーン (バンド)、エアロスミスなどの洋楽のコピーバンドとして活動する。（当時中学2年生）
- 2011年、初めてのオリジナル楽曲「Road Rage」（1stシングルに収録）を作成する。これを機にコピーバンドから、オリジナル楽曲を演奏する本格的なバンド活動を開始する。（当時は張ヶ谷、山﨑、賀川以外にベーシスト1人、ギタリスト1人がいる5人体制であった。）

### 高校生時代
- 2012年12月、Coca-Cola Zero & Music Teens Rock Contestにて審査員特別賞を受賞する[1]。
- 2013年、それまでベースを務めていた同級生が医学の道へ進むために脱退。2013年3月、張ヶ谷の紹介により新たなベーシストがRebellioNに加入する。
- 2013年5月、学生バンド全国大会TEENS ROCK IN HITACHINAKA 2013に出場を果たす[2]。
- 2013年11月、Live Bar X.Y.Z.→Aで行われた「WINGさよなら激鉄パーティー」にて、LOUDNESSの二井原実とLOUDNESSの楽曲「Crazy Doctor」で共演[3]。
- 2013年11月、Coca-Cola Zero Music Contest 2013にてNew Face賞、グランプリ賞のダブル受賞を果たす[4]。
- 2014年3月、交流があったファンキー末吉に連れられ、中国北京へ遠征[5]。ライブやレコーディングをしながら、一週間ほど滞在する。
- 2014年8月、学生バンド全国大会TEENS ROCK IN HITACHINAKA 2014へ2年連続での出場を果たし、最優秀賞、文部科学大臣賞を受賞[6]。同時にROCK IN JAPAN FESTIVAL 2014への出演権を獲得し、出演[7]。
- その直後、それまでいたもう1人のギタリストが方向性の違いにより脱退し、4人組バンドとなる。[8]。
- 2014年11月、メンバーの大学受験のためバンド活動の一時休止を発表する[9]。

### 大学生時代
- 2015年3月、メンバーの大学受験を終え、張ヶ谷らの高校の卒業ライブにてバンド活動を再開する[10]。
- 2015年7月、1stAlbum「Rise Above The Fray」リリース[11]。
- 2016年2月から2ヶ月間、FMラジオ局bayfmにてRebellioNがDJを務めるラジオ番組「bayfm NEXT POWER RADIO ～リベラジオン！～」が放送される[12]。
- 2016年4月、「bayfm NEXT POWER ON! LIVE Vol.24」にて、1stシングル「此の道の先へ」をリリースし、イベントは満員御礼となる[13][14]。
- 2016年8月、賀川がドラムメーカーのパール楽器製造株式会社とエンドースメント契約を結ぶ[15]。
- 2017年2月、バンド大会「ホリエモンバンド天国」にて優勝する[16]。YouTube「ホリエモンチャンネル」のエンディングテーマ担当権を獲得し、楽曲「Heroes In The Dust」が放送された[17]。
- 2017年6月には2ndシングル「Heroes In The Dust / 梓弓-Azusayumi-」をリリース。リリース記念イベントとして初のワンマンライブを行い、満員御礼となる[18]。
- 2017年8月、バンドとして初めてのツアーを敢行。東名阪にわたり9箇所を回り、用意したCDを完売させる[19]。
- 2017年11月、山﨑が俳優として 松浦健志 監督の映画「夢の音」のメインキャスト薫役に抜擢、俳優としてデビュー[20]。2018年各所の映画祭にて上映される。
- 2018年3月には3rdシングル「Break!!」のリリースを発表し、それに伴いリリースツアーを3月から4月にかけ敢行。東北初進出となった[21]。
- 2018年6月、山﨑がギターメーカーのヤマハ株式会社とエンドースメント契約を結ぶ[22]。
- 2018年8月、略称RNを正式にバンド名に加え、RN (RebellioN) として活動を開始した。同時にベーシストが脱退し、三人組バンドとなる[23]。
- 2019年2月、より一層の進化をするために、音楽事務所「株式会社 イクセルエンターテイメント」とマネジメント契約。また、初心に戻る意味でバンド名を「RebellioN」(リベリオン)として今後活動することを発表した[24]。

### 現在
- 2019年6月、事務所所属後初のワンマンライブ「RebellioN LIVE ～From now on～」を川崎セルビアンナイトにて行った。[25]。
- 2019年7月、Kawasaki Street Music Battle! 10 1st stage vol.3にて審査員賞を受賞。[26]。
- 2020年4月、コロナウイルスにより自宅待機を余儀なくされている世界の人々に捧げる楽曲「守候(Shouhou)」を中国のロックバンド「布衣(Buyi)」と共に共同制作し、MVをYouTubeにて公開した。[27]。
- 2020年10月、同年3月から延期となっていたワンマンライブ「RebellioN LIVE ～Exciting Spring～」の振替公演を柏Thumb Upにて行った。チケットはSOLDOUTとなった。[28]。
- 2022年12月、長い沈黙を破りオリジナル楽曲「JOKER」のMVを公式YouTubeにて公開。[29]。
- 2024年3月、オリジナル楽曲「My Dear」のMVを公式YouTubeにて公開。[30]。
- 2024年5月、SOL HAIR10周年を記念した限定CD「RebellioN×SOL HAIR ～for BEST FRIENDS～」を発表。[31]。
- 2024年6月、柏Studio WUUにてワンマンライブを開催。数年ぶりのライブハウスでのワンマンにも関わらず、満員御礼。ライブのMCにて所属事務所から2023年付けで円満退所したことを発表。[32]。
- 2024年12月、柏Studio WUUにて2nd Full Album "Life Goes On" レコ発ワンマンライブを開催、SOLD OUTとなった。[33]。
- 2025年7月、柏Studio WUUにてワンマンライブを開催、SOLD OUTとなった。同年12月6日に新松戸FIREBIRDでのワンマンが告知された。[34]。
- 同月、6年ぶりに香川県にて行われたファンキーサマードラムスクールに参加。7月26日、坂出市民ホールにて行われた「坂出マイラブ音楽祭」に出演。ライブにてBa.仮谷星汰の電撃加入が発表された。[35]。

## 人物・エピソード
- リーダーはギター担当の山﨑。
- RebellioNの表記は先頭のRと後尾のNのみ大文字で、それ以外が小文字なのが正式なつづりである。
- 結成のきっかけは、山﨑と賀川の共通の友人がバンドを作るために楽器が出来る人間を集めたことから。その友人の紹介で初めてスタジオで顔を合わせた時、お互いに80～90年代の洋楽を聴いていたことに意気投合。その後、賀川と同じクラスだった張ヶ谷、その他同級生を集め結成に至る。
- バンドの目標は「世界で活躍するバンドになること」である[36]。その目標から高校生時代は「世界を目指すなら、まずは学生のうちに日本一になる」を目標に活動していた。2014年8月、全国から学生バンドが集まる、全国大会TEENS ROCK IN HITACHINAKA 2014にて最優秀賞を勝ち取り、その目標を達成した。
- 楽曲の案はメンバーそれぞれが持ち寄る。メンバーの全員が作曲・作詞・編曲にかかわるので、RebellioNの楽曲のクレジットは全てRebellioN名義となっている[注 1]。
- メンバーたちのこだわりで、音源のレコーディング、ミキシング、マスタリングを全て自らのチームで行っている[注 2]。

## 出演

### テレビ
- チバテレビ・ONGAX年末特番Coca-cola zero & Music Teens Rock Contest (2012年12月30日)
- チバテレビ・ONGAX特番Coca-cola zero Music Contest 2013 (2013年12月23日予選、24日決勝)
- TBSテレビ・THE神業チャレンジ (2025年8月5日)

### ラジオ
- bayfm・Kashiwa Music Factory (2014年1月7日)
- 茨城放送・いっセイのSAY！ 16:20 - 16:30 (2014年8月13日)
- bayfm・NEO STREAM NIGHT内bayfm NEXT POWER RADIO ～リベラジオン！～ (2016年2月 - 4月)
- むさしのFM・Antiknock presents「ATZINAの中央線がすきだ」 (2017年5月12日)
- Rainbow Town FM・CrystalRainbowClub (2017年12月25日)
- FMサルース・Link～Sunday～ (2021年6月27日)

### 映画
- 夢の音(2019年3月23日、松浦健志 監督作品) - ギターリスト・薫 役 (山﨑恒輔)